# Galina Balašova
Galina Andreevna Balašova, in russo Галина Андреевна Балашова?, (Kolomna, 4 dicembre 1931) è una designer e architetta russa, associata al programma spaziale sovietico.

## Biografia
Nata a Kolomna, ha studiato all'Istituto di architettura di Mosca e iniziato la sua carriera come architetta nel 1955 presso l'istituto di design GiproAviaProm di Kujbyšev. All'epoca il suo lavoro consisteva nella rimozione di elementi architettonici decorativi che venivano considerati "decadenti" dagli edifici residenziali. Nel 1957 divenne architetta senior presso la OKB-1, essendo responsabile della progettazione durante i primi tempi del programma spaziale sovietico. Ha iniziato progettando residenze per i dipendenti, ma in seguito ha contribuito alla progettazione degli interni del veicolo spaziale Sojuz e delle stazioni spaziali Salyut e Mir. Ha anche lavorato come consulente per il Programma Buran, andando in pensione nel 1991.
Durante il suo periodo di lavoro con il programma spaziale sovietico, ha progettato spazi interni, mobili, pannelli di controllo, loghi decorativi e murali per le pareti interne. Gran parte del suo lavoro era poco noto, essendo stato classificato come top secret. Nel 2018, in occasione di alcune conferenze internazionali organizzate da due importanti università statunitensi, per la prima volta sono stati resi pubblici i suoi lavori e i suoi risultati professionali.
Galina ha disegnato delle spille che sono state utilizzate alla mostra Aerosalons in Francia nel 1973; in seguito sono diventate l'emblema ufficiale del programma Apollo-Sojuz. Tuttavia, il governo russo aveva brevettato il suo disegno, non riconoscendola come la vera autrice.
Per il lavoro svolto nell'ambito dell'astronautica e dell'architettura, viene considerata una pioniera nell'architettura.
Da giugno a novembre 2015 presso il Deutsches Architekturmuseum di Francoforte le è stata dedicata una mostra monografica.